# 콜 오브 듀티: 블랙 옵스
콜 오브 듀티: 블랙 옵스(Call of Duty: Black Ops)는 트레이아크(Treyarch)에서 개발하고, 액티비전(Activision)이 배급한 1인칭 슈팅 비디오 게임으로 2010년 발매된 콜 오브 듀티 시리즈의 7번째 제품이다. 트레이아크가 개발한 세 번째 제품인 콜 오브 듀티: 월드 앳 워의 후속편이다. 북미지역에서는 전 기종이 11월 9일에 발매되었지만, 한국에서는 콘솔판은 11월 10일, PC판은 11월 16일 발매되었다. Mac 버전은 2012년 9월 27일(미국기준) Aspyr Media를 통해 발매되었다.
냉전시대에 일어난 비밀작전을 다루고 있다. 이번작은 데모버전이 존재하지 않는다. 콜 오브 듀티: 월드 앳 워, 콜 오브 듀티: 모던 워페어 2와 같이 콜 오브 듀티의 7번째 시리즈라며 '콜 오브 듀티7'이라고도 불린다.
시판된지 하루 만에 미국에서 5백6십만, 영국에서 1백4십만 등 7백만개가 팔려 모던 워페어 2가 세웠던 2백5십만 판매기록을 갱신했다. 참고로 일본에서는 자막 버전이 2010년 11월 18일 발매되었으며, 일본어로 더빙된 버전은 2010년 12월 16일 발매되었다. 그래픽은 이전작 콜 오브 듀티: 월드 앳 워와 다르며 월드 앳 워의 좀비맵을 블랙옵스로 플레이 할 때는 그래픽이 다르다.
후속작으로는 근미래전을 배경으로 하는 콜 오브 듀티:블랙 옵스 2가 있다.

## 게임 플레이

### 싱글플레이
1960년대. 쿠바 피그스 만 침공 사태, 베트남 전쟁 등의 냉전 시대를 배경으로 한 임무. 플레이어는 공식적으로 알려지지 않는 비밀 작전(통칭 Black Operation)에 참가하게 되어 냉전의 미묘한 틈 사이에 얽히고설킨 비밀을 하나하나 풀어 나가며 그 사이에 숨은 무서운 음모를 저지해야 한다.

## 좀비 모드
콜 오브 듀티: 월드 앳 워에 등장했던 좀비 모드가 블랙 옵스에도 추가되었다. 플레이 방식은 월드 앳 워의 좀비 모드와 크게 달라지지 않았다. 온라인으로도 즐길 수 있다. 그러나 전작 보다 더 좋아진 것은 DLC맵으로 좀비 맵을 채워가는 것과 전원을 켜지 않더라도 화학처리 음료수를 먹을 수가 있다는 점
그리고 인텔을 모두 모으면 맵이 1개 더 생긴다

##### 새로운 좀비와 Pack a punch
네 다리로 매우 빠르게 기어다니며, 죽으면 수 초 뒤 터진다. 그때 Nova-6 가스와 비슷한 가스를 분출하는데, 대미지는 입지 않고 시야가 흐려지며 이동속도, 에임 이동속도가 대폭 하락한다. 전작 콜 오브 듀티: 월드 앳 워에 나온 Pack a Punch가 이번 블랙 옵스 좀비모드에도 등장하였다. Pack a punch는 사용하고 있던 무기를 5000포인트를 내고 무기를 반납하면 더 좋고 새로운 무기로 바뀐다. 대부분 Pack a Punch로 교체한 무기는 화력이 세지고 대미지가 높아지거나 아니면 추가로 마스터키, 유탄발사기, 화염방사기 또는 새로운 도트 사이트가 달려서 교체가 되는 것도 있다. 심지어는 총이름 까지도 바뀐다. 예를 들어, 반자동 산탄총 SPAS-12는 교체하면 SPAZ-24, 경기관총인 RPK는 ISH110, 리볼버인 파이선은 코브라로 바뀐다.

##### 화학 처리 음료수
- "Quick Revive" : 퀵 리바이브 콜라. 하늘색 액체의 탄산음료. 전작 콜 오브 듀티: 월드 앳 워에서는 단독모드에서는 아무런 효과가 없었고 엑스박스 라이브나 다른 사람들과 같이 할 경우 1500포인트이지만 솔로플레이를 할 경우 가격이 3분의 1로 줄어들어 500점으로 바뀐다. 이 음료수는 "KINO DER TOTEN"이나 "FIVE"등 다른 맵에서도 처음 1라운드에서 볼 수 있는 음료수로 가격은 멀티플레이 1500, 솔로플레이 500포인트이다. 특히 다른 음료수는 전원을 켜야 살 수 있지만 이 음료수만 전원이 켜져있다는 점이 특이하다(멀티플레이 제외. 개인플레이가 아니면 전원을 켜야 사용할 수 있다.). 효과는 멀티플레이에서는 경이로운 속도로 동료를 살리게 해주나 솔로 모드에서는 개인을 다시 살게 하는 역할을 한다. 3번 이상 사용하면 저절로 없어진다.
- "Speed Cola" : 스피드 콜라. 초록색 액체의 탄산음료. 효과는 장전 속도 등 다양한 행동을 빠르게 해주는 음료수이다. 펜타곤 미션에서는 1라운드에서 맞은편 문을 열면 바로 있고 KINO DER TOTEN에서는 1라운드에서 계단을 타고 오른쪽에 있는 문을 연다음 들어가서 MP40과 StakeOut을 살수 있는 방으로 향하는 문을열면 있다.
- "Double Tab Cola" : 더블 탭 콜라. 노란 액체의 탄산음료. 공격속도가 50%는 증가하는 이 음료수는 펜타곤에서는 엘리베이터를 타고 내려가서 있는 펜타곤 브리핑실 구석에 있다. KINO DER TOTEN에서는 극장 밖으로 나가야 있다. 어센션에서는 등장하지 않으며 무기의 연사력이 빨라질수록 대미지 효과는 높아진다
- "Jugger-Nog Soda" : 저거 노그 콜라. 빨간색 액체의 탄산음료. 체력 증가 및 자연 회복력 속도가 증가한다. 펜타곤에서는 케네디 대통령 사무실 Pack a Punch 맞은편에 있고 KINO DER TOTEN에서는 상영관 텔레포트가 있는 곳에 맞은편 방향, 라운드1에서 시작된 곳으로 향하는 비상구 바로 옆에 있다.
- "Stamin-Up" : 스타민업 콜라. 콜 오브 듀티: 블랙 옵스의 좀비 모드 '어센션'에서 처음등장했다. 달리는 속도가 빨라진다.
- "Flopper" : 플로퍼. 이 퍼크 역시 어센션에서 처음등장했다. 높은 곳에서 점프하여 착지할 때 포복하면 센 폭발이 일어나는데 그 폭발이 일어나면 주변에 있는 언데드 좀비들은 모두 죽게 된다.
- "Dead Shot" : 데드 샷. 콜 오브 더 데드에서 처음 등장했다. 조준이 쉬워지고 조준점이 더 가늘어진다.
- "Mule Kick" : 뮬 킥. 기존 콜 오브 듀티에는 콜 오브 듀티와 유나이티드 오펜시브를 제외하면 무기를 2개 이상 소유할 수가 없다. 그러나 이 퍼크를 먹으면 무기를 3개를 소유할 수가 있다. Rezurrection Contect Pack에서 처음 Moon 맵에서 등장했으나 2011년 9월 27일에 언데드의 밤을 추가한 모든 맵에 추가 되었다.

##### 맵
- "KINO DER TOTEN", "FIVE", "DEAD OPS ARCADE"는(은) 콜 오브 듀티: 블랙 옵스에서 기본적으로 나오는 맵이다. 처음에 나오는 총은 M1911이고 다른 곳으로 이동하는 문을 열기 전에 살 수 있는 무기는 항상 M14 소총, 올림피아이다. 월드 앳 워 좀비모드보다 더 좋아진 점은 전원을 켜지 않고도 화학처리음료수를 먹을 수 있다는 것(멀티플레이 제외), 무기가격이 화력이세고 좀비학살에 효과적인 무기도 비싸지 않다는 것이다.
- "KINO DER TOTEN" : 독일어로 "죽음의 시네마"라는 뜻. 전작 콜 오브 듀티: 월드 앳 워에 나온 4개 맵에 이어지는 좀비맵이며 블랙 옵스 스토리와는 전혀상관이 없게 나치의 구식 영화관이 배경이라는 것이 월드 앳 워에 나온 맵에 이어지는 맵이라는 사실을 증명해준다. 영화관 안에는 캄캄해서 그렇지 밖을 살펴보면 화창한 낮이다. 그러나, 월드 앳워에 나온 맵이 이어지는 것과 나치좀비 스토리가 이어지는 것에서는 마지막맵이다. 그 다음 맵부터는 블랙 옵스 스토리이다. 로딩 시에 등장인물이 독일인 'Richtofen'(리흐토펜 또는 리치토펜)인 것을 보면 주인공은 리흐토펜으로 볼 수 있다. 플레이어가 죽을 때마다 다른 주인공으로 매번 바뀐다.죽을 때 Nicolai never die!,Is this how it ends?같은 대사를 한다.맵의 배경은 1962년 극장이다. 좀비가 구 나치 복장을 입은 것을 보면 독일로 추정된다. 또한, 이 맵에도 텔레포트가 있다. 텔레포트를 타면 영화관의 영사기가 있는 곳으로 보내지는데, 그곳엔 좀비가 없고 업그레이드 머신(Pack a Punch)가 있다. 그리고 약 30초 뒤 다시 텔레포트되는데, 일정 확률로 4명의 대원이 각각 다른 곳, 이스터에그가 있는 곳(테디 베어가 있는 곳 , 수술실 등)으로 보내지고 10초뒤 시작지점으로 귀환한다. 전원을 켜면 그 때부터 네 발로 기어다니는 좀비가 등장한다.
- "FIVE" : 모든 캠페인 미션을 클리어해야 플레이할 수 있는 "FIVE" 맵의 배경은 펜타곤. 케네디, 맥나마라, 카스트로, 닉슨이 펜타곤에서 좀비들의 공격에 맞서 싸운다는 스토리로, 첫 시작은 맵 구성은 3층이다. 1층의 브리핑 실, 2층의 펜타곤 브리핑 실, 3층의 실험실로 구성되어 있으며, 2층에서는 데프콘 1을 데프콘 5로 만들고 텔레포트를 타서 메이슨과 케네디가 만난 장소로 이동할 수 있다. 대통령실에는 Pack a Punch가 있는데 3층은 리버스 아일랜드의 실험실과 유사한 구조이며 전원을 켤 수 있다. 신기한것은 러시아에 있는 이 실험실이 미국 펜타곤 최하층에 있다는 점이다. 혹시라도 리버스 아일랜드 실험실에 침투하기 위한 군사작전 또는 훈련을 위해 임시로 만들었다고 하기에는 미국 국방부에 어울리지 않으며 리버스 아일랜드 실험실에 있는 인체 실험으로 쓰인 인체와 돼지 들이 있으며 원숭이장에는 원숭이가 없다. 그리고 스타이너를 죽이는 곳으로 들어가는 문은 어디에도 없으며 데프콘 1을 데프콘 5로 만든다해도 좀비들 때문에 데프콘이 1로 내려갈 수가 있다. 그리고 헬하운드가 나타난다는 신호인 안개가 끼면 헬하운드가 아니라 텔레포트에서 박사가 나오는데 그 박사가 있을 동안에는 텔레포트 이외에는 어떤 전기로 움직이는 시스템도 작동하지 않으며 Pentagon Thief (펜타곤 도둑)이라고 불리는 이 박사는 플레이어의 무기를 빼앗고 텔레포트를 타고 도망쳐 다니며 펜타곤 1층 회의실로 가면 박사가 사라지고 탄약 최대 아이템이 등장한다. 전원을 켜면 다시 시작점으로 돌아오면 천장에 붙어있던 TV 여러개가 부착되어 있는데, 그 TV가 가리키는 것을 뚜렷하게 보면 무기 랜덤박스가 어디있는지 힌트를 준다. 그리고 1라운드에 바로 오른쪽에 있는 (퀵 리바이브 있는 곳)에 가서 바리게이트를 지나면 액자가 걸려져 있는데, 이 액자속 사진에는 콜 오브 듀티: 월드 앳 워에 나왔던 로벅이 전쟁터에서 톰슨 기관단총을 들고 뛰는 모습이 그려져 있고, 나머지 사진에는 일본과의 전쟁 모습이 그려져있다. 1라운드에서 시작될 때 어떤 여성의 목소리가 들리는데 이 목소리는 캠페인 미션이 끝날때 나오는 로딩화면에 나오는 여자의 목소리로 추정된다. 이 맵은 이스터에그를 대신하여 전화기를 대신했다.

그러나 블랙 옵스 좀비모드를 처음 하는 유저들은 이 맵은 가급적 피하고 쉬운 Kino Der Toten부터 시작하는게 좋다. 이유는 이 FIVE 맵이 좀비가 진입할 수 있는 창문이 많아서 어렵다. 그리고 유저 4명으로도 많은 창문들을 전부 커버 하지 못하는 경우가 다반사다.
- "DEAD OPS ARCADE" : 데드 옵스 아케이드, 아케이드 게임 형식의 좀비 모드이다. 게임 메인 메뉴에서 컴퓨터에 DOA를 쳐도 실행이 가능하다. 나치 좀비 스토리와는 전혀 다르다.
- "ASCENSION" : 이 게임은 DLC팩 퍼스트 스트라이크 (FIRST STRIKE)로 즐길수가 있다. KINO DER TOTEN 스토리에서 이어진다. 맵 이름대로 러시아의 어센션 그룹이 블랙옵스요원들에게 살해를 당하고 그 좀비들이 플레이어를 공격한다는 스토리 많은 유저들 사이에서 별로 재미가 없다는 소문이 있다. 맵의 배경은 캠페인 미션에 나왔던 '대통령 직속 명령 (EXECUTIVE ORDER)'에 보면 알겠지만 그 맵에 나오는 소유즈 발사 기지대에서 리치토팬과 뎀프시와 타케오와 니콜라이가 우주선 실험장에서 벌이는 좀비 학살극이며 특수 수류탄이 등장하고 구석구석에 좀비모드에 항상 등장했던 주인공 일본인 타케오, 소련인 니콜라이, 미국인 뎀프시, 독일인 리치토펜이 그려진 마트료시카가 있는데 그거 전부가 폭탄이다. 원래는 건들이면 대화를 나눌수 있다. 처음 시작할때는 리프트를 타고 지하 실험실로 내려가면 라운드 1이 시작된다. 지하실로 내려오기 전 미사일을 볼 수 있으며 지하실로 내려가는 순간, 흑백이 된다. 지하실은 원판을 중심으로 발전기 같이 큰 기둥이 가로로 세워져 돌아가는데, 중간에 보면 소련의 마크가 그려져 있다. 좀비는 박사, 마스크를 쓴 수의사 등 등이 있으며, 문을 열고 밖으로 나가면 방독면을 쓴 군인 좀비가 나타난다. 1라운드에서 볼 수 있는 우주선은 발사하면 Pack a punch를 이용할 수 있는 문이 열리며 우주선은 좀비공장에서 나오는 텔레포트의 간단한 원리이다. 원숭이들은 인간 좀비보다 날쌔기 때문에 조준이 힘들다.
- "CALL OF THE DEAD" : 이 게임은 DLC팩 에스컬레이션 (ESCALATION)으로 즐길수가 있다. 로딩시 할리우드 배우들이 추운겨울, 침몰한 배에서 좀비를 때려잡는 연기를 하며 영화를 찍는 것으로부터 스토리가 시작된다. 그런데 뒤에서 좀비가 하나 나타난다. 같이 연기를 하던 동료인줄 알고 한 사람이 다가가지만 좀비는 그 배우를 죽인다. 그리고 좀비는 자살돌격을 하듯이 영화 감독을 데리고 연기장소의 낭떠러지로 같이 떨어진다. 후에 많은 좀비들이 한꺼번에 나타나고 할리우드 배우들이 각 각 흩어져 좀비를 학살하는 내용이다. 게임 플레이 할 때 조금전에 좀비때문에 낭떠러지에서 떨어졌던 좀비영화의 대표적 감독, 조지 A 로메로가 가장 대표적인 좀비로 등장하는데 이 감독을 죽일 수 없다. 발사를 해도 죽지를 않기 때문이다. 조지 로메로는 물속으로 데려가서 화를 풀게 하거나 아니면 죽이기 위해 데드 머신 4~5개가 필요로 한다. 좀비 맵을 뚫고 구석 구석에 있는 모든 조각을 모아야만 한다. 이 맵은 멀티플레이로도 즐길 수 있지만 솔로 모드에도 적용된다. 아마 캠페인의 프로젝트 노바 'Project Nova'에 나온 그 배로 추정이 되지만 그렇지 않다면 콜 오브 데드는 캠페인 미션과 전혀 상관이 없다.
- "SHANGRI-LA" : 이 게임은 DLC팩 어나이얼레이션 (Annihilation)이 있어야 플레이어를 할 수가 있다. 맵의 배경은 정글에서 벌어지는 이야기로 정글은 불교사원이 비슷한 오래된 곳인 것을 보면 베트남인 것 같다. 캠페인 미션에서 베트남 전쟁이 벌어질때 베트콩들에게 살해당하던 베트남 원주민 샹그릴라족 [Shangri-la] 들이 좀비로 나오는데 스토리나 게임플레이가 보통보다 아주 특별하여 많이 팔렸던 에스컬레이션 콜 오브 데드 트레일러의 기록을 깻다. 물 슬라이드를 타고 내려갈수가 있고 조그만한 기차도 탈 수가 있다. 어센션에 이어 등장하는 원숭이 좀비는 점수 두배, 즉시 살해, 탄약 최대 등 게임플레이중 등장하는 아이템들은 원숭이들이 달려들어 아이템을 뺏어간다. 총, 칼 한방으로 죽고 원숭이가 아이템을 들고있으면 아이템이 계속 바뀐다. 불타는 좀비는 가까이가면 화면 주변에 불길이 보이고 쏴죽이면 터지면서 주변에 화염을 일으킨다. 날쌘 좀비는 플레이어에게 갑자기 뛰어들어(보통 좀비보다 훨씬 빨리) 플레이어를 무지막지하게 공격한다. 특별한 무기 베이비 건을 좀비에게 쏘면 좀비가 원래 사이즈보다 약 6분의 1로 줄어들어 그 위를 걸어다니면 좀비들이 바로 날아가서 죽는다.
- "MOON" : 이 게임은 DLC팩 리저렉션 (Rezurrection)의 좀비 맵 중 한 부분이다. 처음 1라운드에서는 바로앞에 Pack a Punch가 있으며 일정시간이 지나면 달로 갈수 있는 텔레포트가 작동한다. 텔레포트 안에서 우주복을 입으면 10초 후에 달에 도착하는데 허공에 나타나는 전기빛 속에서 우주복을 입은 사람 위에 이름이 쓰여져 있다. Pink Unicorn, RHiga 등 등 멀티플레이어의 플레이어 이름표시기 같지만 이것 역시 좀비이고 죽여도 또 나타난다. 달과 지구를 자유롭게 오갈 수 있으며 곳곳에 이스터에그처럼 숨겨져 있는 해커를 찾아야 한다. 케네디가 달에 도시를 짓다가 실패하여 좀비가 나타났다는 스토리인데 이 맵에도 역시 새로운 무기가 등장하였다. 좀비에게 발사를 하면 압력을 버티지 못하고 부풀어 오르다가 결국 터지게 된다.
- "NACHT DER UNTOTEN" : 전작 콜 오브 듀티: 월드 앳 워에 나왔던 맵중에 하나인 언데드의 밤 미션을 콜 오브 듀티: 블랙 옵스의 맵으로 다시 리메이크한 작품이다. 월드 앳 워 스토리에는 미국 전투기가 하늘을 날다가 원인을 모르게 추락하고 살아남은 플레이어가 끔직한 언데드의 밤을 보낸다라는 스토리이지만 블랙 옵스에서는 냉전시대 소련의 박사들이 뭔가에 홀린듯 조용하게 시간을 걷다가 1960년에서 1943년으로 넘어왔더니 한 폐가에서 언데드의 밤을 보낸다는 스토리이다. 로딩화면에서 보며 스토리를 파악할 수가 있다. 벽에 분필로 그려져서 구입할 수 있는 무기들은 2차 세계대전의 무기(M1 개런드, MP40, 게베어 43)지만 랜덤박스에서 뽑을 때는 광선총 빼고는 모두 냉전시대 무기들이다. 이 사실은 다른 월드 앳 워 리메이크 맵에도 적용이 된다.
- "VERRÜCKT" : 1945년 9월 비테나우 좀비 정신병원. 이 맵 역시 죽은 줄만 알았던 나치군들이 다시 죽지 않고 살아 돌아온다는 스토리인데 살아남는 방법이 퍼크를 마시고 전기 방어막을 활성화하는 등 다양해져서 살아남기가 쉬워졌다. 이 맵의 시작 루트는 2개 인데 멀티플레이어를 위함이다. 1라운드 이곳 저곳을 돌아다녀보면 사람의 비명소리가 들린다.
- "SHI NO NUMA" : 일본의 한 습지. 이 맵에서 텔레포트를 연구하던 단체인 115번원소에서 운데르바페를 개발한 사람인 피터가 자살했는데 무엇때문에 자살했는지는 밝혀지지 않았다. 이 맵으로부터 본격적인 나치좀비 스토리가 시작된다. 115번원소는 제 2차 세계대전 도중 비밀리에 텔레포트를 연구하던 단체이다. 이 115번원소 단체는 월드 앳 워의 거인이 미션의 좀비 공장에서 연구를 했는데 어느 날 전쟁중 미군이 들이닥쳐 115번원소 박사들과 경호원과 군인의 숙소를 모조리 불태워 버리는 사고가 일어났다. 결국 살아남은 박사들이 동맹국인 일본으로 넘어와 이 습지에서 텔레포트 개발을 했다는 스토리이다. 살아남은 박사중 나치 좀비 모드의 스토리의 주인공인 에드워드 리치토펜이라는 박사가 있었는데 리치토펜은 박사 맥시스의 조수이다. 텔레포트를 연구하다가 너무 많은 인체를 실험대상으로 썼던 맥시스는 사태의 심각성을 느끼고 개를 대상으로 실험을 하는데 실험을 하기 위해 자신의 저택에 개를 잠깐 키우게 되는데 맥시스의 딸인 사만다는 실험대상인 줄 꿈에도 모르고 귀여워하며 보살피게 된다. 결국 텔레포트 실험에서 실패했을 때 죽은 개들이 헬하운드로 나타나 플레이어를 공격하고 모두 죽이면 탄약최대를 주게 된다. 텔레포트 연구가 실패로 갈 때마다 맥시스는 리치토펜에게 화풀이를 하였다. 화가나고 복수심이 생긴 리치토팬은 결국 텔레포트에 맥시스와 사만다를 태우고 미래로 날려버린다. 맥시스는 죽지 않지만 1960년 미국 펜타곤에 침입한다. FIVE맵에 나오는 미친 박사가 맥시스인데 해를 주지는 않지만 들고 있던 무기를 빼앗는다. 사만다는 죽어서 맵마다 8개씩 존재하는 곰인형에 자신의 영혼을 씌운다. 이 맵에서 빠져나가면 또 다른 움막집이 있는데 접근할 때마다 퍼크가 뽑기 형식으로 뽑힌다. 그러나 움막집에서 뽑힌 퍼크가 똑같은 것으로 중복되는 일은 없다.
- "DER RIESE" : 모든 사건의 발단이 된 태동지인 좀비 공장 맵에 3개씩 존재하는 텔레포트를 전원을 켜서 메인프레임으로 모두 연결시키면 아이템을 주고 메인프레임의 텔레포트안에 있던 무기 강화기 Pack a Punch를 사용할 수가 있다. 생각보다 맵이 넓다.

##### 이스터에그
- 모든 게임오버송은 다음맵의 이스터에그를 통해 풀버전으로 감상할 수 있다. 그러나 블랙옵스의 경우에는 2맵당 게임오버송이 같아서 (예: 시네마맵과 국방부맵의 게임오버송이 같다. 어센션과 콜오브더데드의 게임오버송이 같다.) 2맵중 1개는 이스터에그송을 나치좀비와 관련없는 음악으로 설정한다. (예: 국방부맵은 영화 미션 임파서블에 나오는 Won't Back Down으로 콜오브더데드는 가수 어벤지드 세븐폴드가 부른 I'm not ready to die'가 이스터에그송이다
- 이스터에그는 맵에 3개씩 존재하는데 가까이가서 F을(를) 눌러주면 획득이 가능하다. 이런식으로 3번째 획득하면 7초 뒤에 음악이 들린다.
- NACHT DER UNTOTEN (언데드의 밤): 이스터에그송은 "Undone"으로 가사가 없는 음악이다. 랜덤박스 옆에 탁자 위 라디오를 총으로 쏠때 마다 음악이 매번 바뀌는데 월드 앳 워의 음악이다.
- NAZI ZOMBIES VERRUCKT (나치좀비 정신병원): 이스터에그송은 "Lullaby for a dead man"인데 전맵인 '언데드의 밤'의 게임오버송이었다. 파워스위치 옆에 있는 변기의 물을 3번 내리면 들을 수 있다.
- SHI NO NUMA (죽음의 늪): 이스터에그송은 "The One"으로 전맵인 '좀비 정신병원'의 게임오버송이었다. 헤드셋이 꽃힌 무전기 (언데드의 밤의 라디오와 유사한 구조)를 3번 모으면 감상할 수 있다.
- DER RIESE (거인이): 이스터에그송은 "Beauty of Annihilation"으로 전맵인 '죽음의 늪'의 게임오버송이었다. 척추가 담긴 빛나는 연두색병 안에 있는 뇌를 3개 모으면 감상할 수 있다.
- KINO DER TOTEN (죽음의 시네마): 이스터에그송은 "115"로 전맵인 '거인이'의 게임오버송이었다. 뜨거워서 반짝거리는 화석을 3번 모으면 들을수있다.
- FIVE (미국 국방부): 이스터에그송은 오리지널 콜 오브 듀티 나치좀비 사운드트랙이 아닌 "Won't Back Down"으로 게임오버송으로는 존재한적이 없었다. 초록색이 아닌 빨간색 전화기를 3번 획득하면 들을 수 있다.
- ASCENSION (우주선 실험장): 이스터에그송은 "Abracadavre"로 전맵과 전전맵인 "죽음의 시네마와 미국 국방부"의 게임오버송이었다. 이번에는 화석이 아닌 테디베어가 이스터에그인데 3번 획득하면 들을 수 있다.
- CALL OF THE DEAD (콜 오브 더 데드): 이스터에그송은 "I'm not ready to die"인데 게임오버송으로 등장한적은 없으며 이스터에그의 모습이 시네마맵처럼 화석으로 돌아왔으며 3번 획득하면 들을 수 있다.
- SHANGRI-LA (샹그릴라): 이스터에그송은 "Pareidolia"로 전맵과 전전맵인 "우주선 실험장과 콜 오브 더 데드"의 게임오버송이었다. 화석모양 이스터에그를 3번 모으면 들을 수 있다.
- MOON (달): 이스터에그송은 8비트 음악인 "Coming Home"으로 전맵인 '샹그릴라'의 게임오버송이었다. 3개의 이스터에그를 모으면 들을 수 있으며 MOON의 게임오버송은 없다. 그 뜻은 MOON의 게임오버송이 만약 있었다면 블랙옵스 후속작 좀비모드의 맵 이스터에그송으로 들을 수 있다는 뜻인데 (예: 115의 게임오버송을 월드 앳 워의 후속작인 블랙옵스의 좀비맵인 KINO DER TOTEN의 이스터에그송으로 들을 수 있다는 것) MOON의 게임오버송이 없다는 것은 MOON의 게임오버송을 이스터에그송으로 들을 수 있는 MOON의 다음맵도 없다는 뜻이다. 따라서 좀비모드는 MOON이 마지막으로 추정된다.

## 멀티플레이
- COD 포인트 : 전작의 멀티플레이에서는 일정 계급이 되면 특정 총기나 장비, 퍼크 등을 사용할 수 있었지만, 블랙 옵스에는 COD 포인트라는 게임 머니가 등장했다. 모든 총기와 장비, 퍼크, 킬 스트릭 보상 등 게임 내 컨텐츠는 포인트로 구매한다. 포인트는 경기를 한 후 지급된다.

- 플레이어의 개성 표현 : 자신의 취향에 맞게 조준점의 모양이나, 얼굴 모양, 타이틀 등을 자유롭게 바꿀 수 있으며, COD 포인트로 인해 계급에 구애받지 않고 원하는 카모, 퍼크 등을 포인트를 지불하면 언제든지 사용할 수 있게 되었다.

- 킬 스트릭 보상 시스템 : 전작 콜 오브 듀티: 모던 워페어 2의 자유로운 킬 스트릭 보상 선택 시스템을 계승하였지만, 좋은 킬 스트릭 보상을 연속해서 소환하여 한 플레이어가 킬을 독식하는 것을 막기 위해 킬 스트릭 보상으로 소환된 무기로 적을 처치해도 다른 킬 스트릭을 위한 킬 수에는 누적이 되지 않게 변경되었다. 예컨대, 모던 워페어 2에서는 5킬을 하여 프레데터 미사일로 2명을 처치할 시 바로 7킬 킬 스트릭 보상인 해리어 등을 소환 할 수 있었으나, 블랙 옵스에서는 5킬을 하여 킬 스트릭으로 적을 2명 처치해도, 7 킬 스트릭을 소환할 수 없다. 즉, 7 킬 스트릭을 소환하려면 플레이어가 직접 7킬을 해야 한다.

## DLC
- 이번 콜 오브 듀티: 블랙 옵스에도 전작 콜 오브 듀티: 모던 워페어 2 (리서전스 팩, 스티뮬러스패키지)에 이어 DLC가 4종류나 만들어졌다.
- "First Strike" : 지난 2011년 3월 26일 트레이아크에서 콜 오브 듀티: 블랙 옵스의 첫 번째 DLC 팩을 제작했다. 이름은 First Strike (퍼스트 스트라이크). 이 게임은 좀비맵이 한개, 멀티플레이어용 맵 4개가 들어 있다. 좀비 맵은 [Ascension], 멀티플레이어 맵은 [Berlin Wall, Kowloon, Stadium, Discovery]이다. 멀티플레이어 맵은 대부분 넓다.
- "Escalation" : 이어서 2011 6월 3일 2번째 DLC팩인 Escalation (에스컬레이션)이 제작되었다. 이 맵에도 역시 좀비모드가 들어있다. 멀티플레이어 맵은 [Zoo, Convoy, Stockpile, Hotel]이고 좀비 맵은 [Call of the dead] Escalation은 좀비모드 (콜 오브 더 데드)로 유명하다.
- "Annihilation" : 그리고 또 역시 세 번째 콜 오브 듀티: 블랙 옵스의 DLC팩인 어나이얼레이션 [Annihilation]이 지난 2011년 7월 29일에 제작되었다. 역시 멀티플레이어 맵 4개 [Hanger 18, Drive in, Silo, Hazard], 좀비 맵 1개 [Shangri-La]가 있다. 또한 멀티플레이어 맵 [Hanger 18]은 맵에 블랙버드 (SR-71)이(가) 존재해서 그 위에 올라갈수가 있다. 그러므로 이 맵은 유저들의 인기가 많다. 좀비맵 역시 아주 유명하다.
- "Rezurrection" : 또 1달전인 2011년 8월 23일 네 번째 블랙옵스의 DLC팩인 리주렉션 [Rezurrection]이 제작되었다. 좀비맵이 5개나 되는 아주 유명한 팩이다. 그러나 멀티플레이어 맵은 추가되지 않았다. 좀비맵은 콜 오브 듀티: 월드 앳 워에 나왔던 맵 4개 [Natch der Untoten (언데드의 밤), the Verruckt (좀비 정신병원), Shi nonu Ma(죽음의 늪), Der reise (거인이)]가 있고 리주렉션에 창조적인 맵인 [Moon (달)]이 있다. 그런데 월드 앳 워에 나왔던 맵을 리메이크한 4개 팩은 처음 라운드 1에 나오는 기본적인 권총 콜트 M1911에 경우 총 모양이나 총성은 월드 앳 워에 나온 것과는 다르게 블랙옵스 버전으로 등장했다. 그러나 그 맵의 배경은 1940년대이지만, 나오는 무기는 리메이크하여서 60년대 무기도 추가되었다. (예, SPAS-12, M16 소총 등) 그리고 [Moon (달)]은 실제의 달에서 좀비 학살이 이루어지는 것이라서 인기가 많다. PC버전으로는 2011년 9월 22일 나온다.
- Mac 플랫폼을 제외한 모든 DLC맵 팩은 스팀 (Steam)에서만 구입이 가능하다.

## 등장 인물

### 아군
아래 인물들은 다양한 조직에 소속되어있다. 베트남에서의전시엔 MACV-SOG, 비밀 작전시엔 CIA 소속 특수 부대, 쿠바에서는 Operation 40.
- 알렉스 메이슨 (Alex Mason) : 블랙 옵스와 후속작 블랙 옵스 2의 주인공.

게임 시작시에는 취조실에 붙잡힌 채, 수많은 숫자의 환영과 환청에 시달린 채로 난수방송의 의미에 대해 취조당하고 있다.
최초의 미션인 피그만 침공 당시 카스트로를 사살하는 임무 중 드라고비치 일당에게 붙잡혀, 보르쿠타의 강제 노동 수용소에 넘어가게 된다.
그곳에서 레즈노프를 만나게 되고, 레즈노프 주도의 탈출 시도에서 혼자 탈출에 성공 한 이후, 케네디 대통령의 명령으로 소련을 견제하는 임무를 수행하다가 SOG소속이 되어 베트남에서의 임무 도중 레즈노프를 다시 만나게 되고, 드라고비치 일당을 저지하기 위해 움직인다.
블랙 옵스의 스토리 이후에는 허드슨의 도움으로 남아프리카공화국 요하네스버그에서 조용히 살아가고 있는 듯 하다. 아들로 데이비드 메이슨(David Mason)이 있다. 코드명 섹션(Section)으로 콜 오브 듀티: 블랙 옵스 2 캠페인의 첫 번째 주인공.
- 제이슨 허드슨 (Jason Hudson): 블랙 옵스의 다른 작중 주인공 중 하나. CIA요원. 치명적 화학 무기인 노바 6와 이와 연관된 난수의 의미를 추적하기 위해 움직인다. 메이슨에게 난수방송에 대한 의미를 취조하던 인물 중 한명으로 드러난다.
- 프랭크 우즈 (Frank Woods): 1930년 3월 20일 출생. 키: 182cm, 몸무게: 86kg. 메이슨의 동료. 피그만 침공 이후, SOG 소속이 되어 메이슨과 다시 만나 베트남과 주변국에서 임무를 수행하며, 크라브첸코를 찾아 나선다. 크라브첸코의 자살 폭발에 생사를 알 수 없었으나, 후속작에 등장하여 생존했음이 확인되었다.

취조실 내부 컴퓨터의 메일에서 그가 생존했다는 증거가 있다. (메일을 확인하면 X라는 남자가 메이슨한테 보낸 메일이 있는데 거기서 우즈가 하노이 힐턴에서 메이슨을 기다리고 있다고 나온다.수신연도는 1976년.)
- 그리고리 위버 (Grigori Weaver): 작전 대원. 전향한 러시아인이다. 소련의 우주 개발을 위한 로켓 발사를 저지하는 임무 도중 크라브첸코에게 잡혀 한쪽 눈을 잃는다. 이후 허드슨과 함께 노바6를 추적한다. 메이슨에게 난수방송에 대한 의미를 취조하던 인물 중 한명이다.
- 조셉 보우먼 (Joseph Bowman): SOG소속으로 메이슨의 동료. 메이슨, 우즈와 함께 베트남과 그 주변 국가에서 작전을 수행한다. 포로로 잡혀 러시안룰렛 도중에 저항하다가 파견된 스페츠나츠에게 쇠파이프로 머리를 가격당해 사망

### 주요 적
- 니키타 드라고비치(Nikita Dragovich) : 소련군 소장. 2차 대전이 끝난 직후, 북¹극 변방에 아직 남아 있는 독일군 패잔병들을 제거하고 슈타이너 박사를 끌어들여 얼어붙은 독일군 함선 안에 있는 치명적인 화학무기 노바 6를 손에 넣는다. 전후 노바 6를 이용하여 미국을 공격할 계획을 세운다.('콜 오브 듀티 : 월드 엣 워'의 소련군 진영 주인공인 디미트리를 죽인 장본인이다.)
- 레프 크라브첸코(Lev Kravchenko) : 드라고비치의 오른팔. 소련군 대령. 소유즈 실험을 지휘하고, 베트콩을 지원하는 역할을 한다. 후속작에 생존하여 등장한다.
- 프리드리히 슈타이너(Friedrich Steiner) : 구 나치 독일군의 과학자. 독일군 함선에 있는 노바 6을 드라고비치에게 안내한다. 전후 드라고비치와 결탁하여 프로젝트 노바를 진행하고, 메이슨의 정신을 직접 조작한다. 이후 드라고비치에게 버려져 살해당할 것을 두려워하여 CIA에게 정보를 흘리고 보호를 요청하나 '레즈노프'에게 살해 당한다.
- 다니엘 클라크(Daniel Clarke) : 프로젝트 노바를 진행하던 과학자 중 하나로 '노바6'의 존재에 대한 정보와 '숫자'라는 실마리를 제공한다.
- 피델 카스트로(Fidel Castro) : 실존인물로 지금은 사임했지만 세계 최장기 집권기록이라는 타이틀로 기네스북에 오른 쿠바의 독재자이다. 드라고비치의 지원을 받고 자신이 암살되는 작전을 저지한 후, 메이슨을 드라고비치에게 넘긴다.

### 기타
- 존 F. 케네디(President John. F. Kennedy) : 실존인물로 미국의 35대 대통령. 메이슨을 펜타곤으로 불러 드라고비치 등을 제거하라는 임무를 내린다. 임기 도중 암살당했다. 게임 플롯 상 메이슨에 의해 암살 당했다는 의혹이 있다.
- 로버트 맥나마라(Robert McNamara) : 미국의 8대 국방부 장관으로 케네디 대통령과 마찬가지로 실존인물. 1961년 케네디 대통령의 요청으로 국방장관 취임, 컴퓨터를 이용한 국방예산과 전략의 비용 절감을 추친하였으며, 베트남전에서는 미국의 군사개입 확대의 정당성을 입증하는데 주력하였다. 메이슨이 헬기에서 내린 후, 펜타곤으로 가는 리무진 안에서 볼 수 있다.
- 니트쉬 소령, 모슬리 대위(Major Neitsch & Captain Mosely) : SR-71 블랙버드의 조종사. 주변을 정찰하고 허드슨의 부대를 노바 6 관련 기지로 안내하는 역할을 한다. Neitsch는 암으로 17세에 사망한, 콜 오브 듀티 광팬이였던 소년의 이름을 딴 것이다.
- 빅토르 레즈노프 (Victor Reznov): 전작 콜 오브 듀티: 월드 앳 워에 등장한 인물. 보르쿠타 미션에서 처음 등장한다. 드라고비치의 음모로 제 2차 세계대전의 영웅이자 전우였던 디미트리 페트렌코(Dimitri Petrenko).의 죽음을 겪게 되며, 보르쿠타의 구락(러시아 수용소)에 갖히게 된다. 죄수들을 선동하여 탈출하는 작전을 실행하나 메이슨을 탈출시킨체, 생사불명이 된다. 하지만 '망명자' 미션에서 그는 러시아 망명자로 메이슨 앞에 등장하여, 드라코비치 일행을 저지하는데 합류하나 탈출 이후의 레즈노프는 메이슨의 환상이였다.

## 시나리오
취조실에 한 남자, 메이슨이 묶여 있는 것으로 시작한다. 얼굴과 목소리를 알 수 없는 취조인들이 그에게 난수방송의 의미를 묻는다.
혼란스러운 상황 속에서 그는 과거의 기억을 회상하며, 진실을 파헤치기 시작한다.
- Operation 40(40 작전)

1961년 4월 17일. 실제 있었던 피그스 만 침공 사건을 배경으로 한 임무. 피델 카스트로를 암살하는 임무다. 메이슨과 우즈, 보우먼은 쿠바군의 방어를 뚫고 카스트로의 처소로 돌입해 카스트로를 암살하고 비행장에 대기해 놓은 비행기로 탈출하려 한다. 그러나 탈출 직전, 메이슨은 비행기에서 뛰어내려 동료들이 탈출할 수 있게 대공포로 지원사격을 하다 카스트로군에게 잡혔고 살아있는 카스트로와 드라고비치, 드라고비치의 부하인 크라브첸코 등을 보게 된다. 메이슨이 처치한 카스트로는 가짜였고 카스트로는 드라고비치의 지원을 받고 이 계획을 저지했던 것이었다. 결국 메이슨은 카스트로에 의해 드라고비치 소장에게 넘겨지게 된다.
- Vorkuta(보르쿠타)

드라고비치에게 넘겨진 메이슨은 소련 북부에 위치한 보르쿠타의 악명 높은 강제 노동 수용소에 갇히게 되고 그곳에서 레즈노프를 만나게 된다. 1963년 10월 6일, 레즈노프는 죄수들을 선동하여 보르쿠타를 탈출하려고 한다. 탈출 과정에서 메이슨은 레즈노프와 헤어져 혼자 탈출하고, 레즈노프의 생사를 알 수 없게 된다.
- U.S.D.D(미 국방부)

1963년 11월 10일. 테스트 끝에 사상에 대한 결백을 인정받은 메이슨은 미국으로 돌아와 국방부(펜타곤)으로 간다. CIA 요원 허드슨과 국방장관 맥나마라 등을 만난다. 국방부 최하층으로 간 메이슨은 케네디 대통령에게 안내된다. 케네디로부터 미국의 안전보장에 위협이 되는 인물──드라고비치──을 처치하라는 명을 받는다.
- Executive Order(처형 명령)

드라고비치와 그 휘하의 과학자들을 처치하려는 임무. 1963년 11월 17일. 소련 바이코누르 발사기지에서 크라브첸코의 지휘 아래 소유즈의 실험이 이루어진다. 위버가 작전 중 발각되고 붙잡혀 한쪽 눈을 잃는다. 우즈와 메이슨이 그를 구출한다. 발사 통제실 벽을 격파하여 진입후 소유즈 2호의 발사를 막으려고 하지만 이미 늦어, 소유즈 2호는 발사되고 만다. 메이슨은 미사일로 소유즈 2호를 파괴한다. 로켓이 파괴된 직후 크라브첸코는 기지를 떠나며, 메이슨 일행은 곳곳을 수색하여 결국 드라고비치가 탄 차량을 파괴하지만, 메이슨은 드라고비치가 죽었다고 믿지 않는다.
- S.O.G.(특수작전단)

베트남 전에 투입되는 시기와 Executive Order 미션 사이의 5년의 공백이 있었으나 메이슨은 그 사이의 일을 기억하지 못한다.
1968년 1월 21일. 베트남 케산에서 메이슨은 우즈와 함께 허드슨 요원을 다시 만나게 된다.
일행은 MAC-V SOG에 소속되어 베트남에서의 소련군 활동을 감시하는 역할을 맡게 되었다.
그들이 만나는 당일 기지에 직접 북베트남군사의 대규모 공세가 가해지고 이들은 이를 제압한다.
- The Defector(망명자)

1968년 2월 2일. 남베트남 후에에서 중요한 정보를 가지고 있는 러시아인 망명자를 구출하는 임무를 맡게 된다. 메이슨과 우즈가 타고 있던 헬기가 대공포에 추락하나 그들은 건물에 진입을 성공하며, 보우먼과 다른 아군과 합류한다. 이미 습격당한 접선장소에서 메이슨은 레즈노프를 만나게 된다. 러시아인 망명자는 레즈노프였던 것이다. 레즈노프는 미국에 다가오는 위험을 경고하면서 드라고비치, 크라브첸코, 슈타이너가 죽어야 함을 말하며 SOG에 합류한다.
- Numbers(숫자들)

메이슨이 '망명자'미션에서 얻은 정보에 따라 허드슨과 위버는 1968년 2월 9일. 홍콩 구룡성에 있는 드라고비치의 협력자인 다니엘 클라크 박사를 심문한다. 심문 과정에서 비밀 병기 노바 6의 존재와 그것과 관련된 기지의 장소(야만타우 산), 이 연구를 총괄하는 과학자인 프리드리히 슈타이너와 '숫자'의 존재를 알게 된다. 스페츠나츠의 습격에서 벗어나는 도중 클라크 박사가 '숫자' 대한 중요한 단서를 말하려고 하나 스페츠나츠의 총탄에 사살된다.
- Project Nova(노바 계획)

노바 6이라는 말을 듣게 되자 메이슨도 레즈노프가 보르쿠타에 있었을 때 노바 6에 대해 언급했던 것을 기억하게 된다.
레즈노프는 메이슨에게 노바6를 두고 일어난 비극을 알려준다. 제 2차 세계대전이 끝난 1945년 10월 29일. 나치독일의 항복 후 드라고비치는 북극에 남아있는 독일군 패잔병 부대를 뚫고 독일군 박사인 슈타이너를 데리고 오란 명을 내린다. 디미트리 레즈노프를 비롯한 붉은 군대의 '영웅'들은 그에 걸맞은 환대 대신에 차가운 이국 땅에서 임무를 수행하고 있었다. 디미트리는 레즈노프에게 드라고비치에 대해 묻고, 레즈노프는 그가 아군을 버리고 도망친 일을 언급하며 믿어서는 안될 인물임을 말한다.
레즈노프는 슈타이너 박사를 찾아내고 그의 눈에서 나치즘과 광기를 느껴 죽여야 함을 본능적으로 느꼈으나 병사로서 억누른다. 슈타이너는 드라고비치에게 안내되고, 드라고비치는 파손된 독일군의 함선에서 독일 제국의 비밀 생화학 무기였던 노바 6을 찾는다.
그러나 드라고비치는 권력욕에 디미트리와 레즈노프 등을 노바 6의 실험체로 삼고 디미트리와 동료가 고통 속에 죽고 만다. 직후 노바 6의 존재를 알고 있었던 영국 코만도의 습격으로 드라고비치 일행은 도망치고, 레즈노프와 동지는 혼란 속에서 탈출하여 노바 6를 함선과 함께 폭파시켜 수장시킨다.
이후 그는 보르쿠타에 있는 드라고비치의 구락에 갇히게 된다.
- Victor Charlie(빅터 찰리)

다시 메이슨의 회상. 1968년 2월 9일. 우즈와 메이슨이 탄 헬리콥터가 강 한가운데 추락하고 헬기 안에 물이 들어찬다. 탈출하기 위해 헬기 문을 열려고 하나 문이 열리지 않는다. 어디선가 나타난 레즈노프가 문을 같이 열어 탈출한다. 베트콩의 수상 가옥 기지를 급습하여 폭파하고, 메이슨은 레즈노프와 베트남 북부의 마을 땅굴에서 크라브첸코의 비밀 기지를 찾는다.
- Crash site(추락현장)

1968년 2월 11일. 메이슨 일행은 강을 따라 라오스 내부로 진입하여 추락한 소련군의 수송기 안에서 노바 6의 흔적을 찾으려 한다. 수송기 내부를 살펴보나 노바 6은 발견되지 않았다. 이후 베트콩과 스페츠나츠와의 전투에서 수송기가 절벽아래로 떨어지는 바람에 메이슨 일행은 드라고비치와 크라브첸코에게 사로잡히게 된다.
- WMD(대량살상무기)

SR-71 블랙버드 정찰기의 도움 아래 허드슨과 위버는 1968년 2월 18일. 우랄산맥의 야만타우 산에 자리 잡은 프로젝트 노바의 중심 기지를 타격하려고 한다. 기지 안에서 허드슨과 위버는 슈타이너 박사와 통신으로 접선하게 되며, 드라고비치가 난수방송을 통해 미국 내에 존재하는 수많은 '잠재 요원'들이 노바6로 미국 본토를 공격하도록 할 것이라는 정보를 입수한다.
- Payback(복수)

1968년 2월 19일 라오스 땅굴 요새. 사로잡힌 메이슨, 우즈, 보우먼이 이곳으로 오게 됐다. 파견된 스페츠나츠와 베트콩들은 그들에게 서로의 목숨을 건 러시안 룰렛을 시키고, 이에 저항하던 보우먼이 스페츠나츠에게 죽게 된다. 우즈와 메이슨은 적들이 방심한 틈에 무기를 탈취하여 베트콩과 스페츠나츠를 죽이고 땅굴을 빠져나가 하인드를 탈취하여 중간에 적군의 기지들을 파괴하며 크라브첸코의 기지 앞까지 도달하게 된다. 크라브첸코 기지 내의 수용소엔 미군 포로 몇과 레즈노프가 감금되어 있었다. 이들을 풀어주고 레즈노프의 도움을 받아 마침내 크라브첸코를 찾게 된다. 메이슨을 육박전으로 열세로 몰아넣은 크라브첸코를 우즈가 칼로 제압하는가 했으나 크라브첸코가 몸에 두른 폭탄의 안전핀을 뽑고, 이에 우즈는 크라브첸코와 함께 아래로 떨어져 자폭한다.
정신을 차린 메이슨은 잠시 눈앞에 우즈의 실루엣을 보게 되나, 곧바로 그 실루엣은 레즈노프의 모습으로 변하게 되고, 레즈노프의 부축을 받아 남은 두명을 죽이기 위해 떠난다.
- Rebirth(리버스)

1968년 2월 23일. 레즈노프와 메이슨은 러시아 보즈로즈데니야섬(리버스섬)에 위치한 노바 비밀 연구소에서 슈타이너 박사를 찾기 위해 비밀리에 침투한다. 그와 동시에 허드슨과 위버가 있는 CIA 또한 슈타이너 박사를 확보하기 위해 기지를 공격한다. 허드슨과 위버는 메이슨이 리버스 섬에 있다는 사실을 알고 통신을 시도하지만, 메이슨은 이를 무시하고 레즈노프와 함께 먼저 슈타이너 박사를 찾아내고, 레즈노프는 동지에 대한 복수로 슈타이너를 사살한다.
한 발 늦은 허드슨과 위버는 믿지 못할 광경을 보게 된다. 메이슨이 스스로를 레즈노프라 부르며 슈타이너를 사살한 것이다.
이제 난수방송을 해석하고 노바6를 막을 수 있는 유일한 사람은 메이슨 뿐이다.
- Revelations(폭로)

1968년 2월 25일. 회상이 끝나고 메이슨이 있던 고문실에서 진행. 모든 진실이 드러나게 된다. 취조인은 허드슨과 위버였다.
데프콘2로 상향된 위험한 상황에서 허드슨은 마지막 시도로 메이슨을 풀어주게 된다. 메이슨은 허드슨을 기절시키고 취조실 바깥으로 향한다.
환상과 회상 속에서 그는 '케네디...존!' '오스왈드(실제 케네디 대통령 암살 용의자)는... 실패했다!'와 같은 의미심장한 말을 뱉으며 걸어가다 허드슨에게 넉다운 당하고 회상과 함께 허드슨으로부터 진실을 듣게 된다. 허드슨에 의하면 레즈노프는 보르쿠타 탈출 과정에서 이미 죽었으며 이후의 레즈노프는 메이슨의 환상이였다. 레즈노프가 한일은 모두 메이슨이 한것. 보르쿠타에서 드라고비치 일당은 세뇌 요원을 만드는 작업을 했고 실험체중 메이슨이 포함되어 있었으나 그는 세뇌에 저항하였다. 레즈노프는 이 과정을 가로채어 자신의 대통령을 암살하라는 세뇌의 목표를 드라고비치, 크라브첸코, 슈타이너로 바꾼 것이다.
세뇌가 풀린 메이슨은 난수방송을 해석하기 시작하고, 방송이 피그만 침공 당시 사로잡혔을 때 보았던 배, 쿠바의 루살카에서 송출됨을 알게 된다.
- Redemption(구원)

메이슨과 허드슨, 위버를 비롯한 팀은 1968년 2월 26일, 멕시코만에 있던 루살카 호를 공격하고 제압한다.
방송 시설은 루살카 아래의 수중 기지에 있었고 아군이 폭격을 하기로 되어 있으나, 드라고비치를 확실이 처리하기 위해 메이슨 일행은 수중 기지로 진입한다.
메이슨은 방송 장비를 무력화 시키고, 드라고비치를 목졸라 죽이는데 성공한다. 그 와중 메이슨의 '너는 내가 대통령을 죽일뻔하게 만들었어!'라는 말에 드라고비치는 '죽일 뻔했다고?'라는 말을 남긴다. 폭격으로 무너지고 침수되는 기지에서 허드슨과 메이슨은 탈출하고, 위버의 승리 발언으로 모든 미션은 끝난다.
- 에필로그

들려오는 난수방송 속에서 메이슨은 따라 말하며, 케네디 암살 사건과 관련된 단어들을 말한다.
케네디 암살이 일어난 당일의 사진에서 케네디 대통령을 환영하는 군중 속에 있는 메이슨을 포커스하며, 메이슨의 '어센션'이라는 말과 함께 게임이 끝난다.
케네디 암살 사건은 1963년 11월 22일, 즉 메이슨의 기억의 공백이 있던 1963년과 1968년 사이의 일이다.

## 등장 무기
-권총-
- 콜트 M1911 (전작 콜 오브 듀티: 월드 앳 워 보다 총 소리가 더 커졌다. 좀비 모드에서는 항상 은색으로 되어있다.)
- 마카로프 권총
- CZ75 (이 무기는 전자동, 반자동으로 나뉘어 있다.)
- 파이톤 리볼버 (탄환이 굵은 리볼버 권총이기 때문에 손목/ 발목 절단이 굉장히 쉽다.)
- 토카레프 TT-33 (Project Nova 미션에만 등장.)

-소총-
- M14 자동 소총 (ACOG, M203 유탄발사기가 부착가능.)
- M16 자동 소총(ACOG, M203 유탄발사기, KAC 마스터키 산탄총이 부착가능. 게임 처음쯤에는 M16이 사용되다가 중반쯤 갔을 때는 코만도를 썼고 그 다음으로 MP5K이나 FAMAS, 슈타이어 AUG 등 특별한 무기들이 쓰였다.)
- FN FAL 경량 자동 소총(ACOG, M203 유탄발사기가 부착가능. 원래 실제는 자동, 반자동 기능이 가능하지만 게임에서는 모던 워페어2와 같이 반자동 기능으로 등장한다. 연사 속도가 빨라서 특별히 불편한 점은 없다.)
- 헤클러&코흐 G11 무탄피 소총 (점사 모드로 등장.)
- 모신-나강 소총 (Project Nova 미션에만 등장.)
- Stg44 돌격 소총(Project Nova 미션에만 등장.)
- FAMAS 자동 소총
- AK-47 돌격 소총 (ACOG, GP25 유탄발사기, 화염방사기가 부착가능)
- AKS-74U 자동 소총 (ACOG, Red Dot Sight, Refixed, 유탄발사기가 부착가능)
- Enfield 다목적 자동 소총 (Rebirth 미션에서 등장. IE, ACOG, M203 유탄발사기, KAC 마스터키 산탄총이 부착가능.)
- 헤클러&코흐 PSG-1 반자동 저격 소총
- 드라구노프 반자동 저격 소총
- 발터 WA2000 반자동 저격 소총
- 갈릴 자동 소총 (ACOG, M203 유탄발사기, KAC 마스터키 산탄총이 부착가능.)
- 콜트 CAR-15 코만도 자동 소총 (ACOG, M203 유탄발사기, KAC 마스터키 산탄총이 부착가능.)
- 슈타이어 AUG 자동 소총

-기관단총-
- MP5K 다목적 기관단총 (Red Dot Sight, 소음기 등을 부착가능.)
- MP40 기관단총 (Project Nova 미션에만 등장하고 좀비모드 'KINO DER TOTEN'에서도 등장.)
- PPSh 기관단총 (Project Nova 미션에만 등장하고 전작 '콜 오브 듀티: 월드 앳 워'에 나오는 71발들이 드럼 탄창 (Drum Mag)와(과) 반면 35발들이의 막대 탄창 (Dual Mag)으로 바뀌었으며 총성도 달라졌다.)
- MPL 기관단총 (좀비 모드에서만 등장.)
- MAC11기관단총 (마지막 미션에만 등장하고 Red Dot Sight을(를) 부착가능.)
- 우지 기관단총 (전작 '콜 오브 듀티: 모던 워페어 2'에 나온 미니 우지와는 별 반 다를 게 없어보인다.)
- PM63 기관단총
- 스펙트리 M4기관단총
- 스콜피온 기관단총
- 키파리스기관단총
- 스텐기관단총 (Project Nova 미션에만 등장)

-기관총-
여기서는 경기관총, 중기관총, 기관총, 분대지원화기 등 모두 포함합니다.
- M60 기관총 (탄환이 굵기 때문에 팔과 손의 절단이 쉽지만 작동 속도는 그 다지 빠르지 않다.)
- RPK 경기관총 (RPK는 PPSh와 마찬가지로 드럼 탄창과 40발들이 탄창을 사용한다. 특별히 ACOG를 달 수 있다.)
- MG42 기관총 ('콜 오브 듀티: 월드 앳 워'에 나온 것과 특별히 다른 점은 없지만 2003년 콜 오브 듀티와는 총성은 더 작아졌고 속도가 약간 느려졌다. 그러나 부착된 것은 빠르다. Project Nova에만 등장한다.)
- HK21 기관총 (드럼탄창과 일반탄창을 쓸 수 있다.)

-산탄총-
- SPAS-12 산탄총 (전작 '콜 오브 듀티: 모던 워페어 2'에 나온 것은 탄피 배출 수동 방식이지만 여기서는 반자동으로 나온다.
- Dragon's Breath소이탄 전용 산탄총 (모습은 SPAS-12와 전혀 다르지 않지만 산탄 대신 소이탄을 쓴다. 게임 내에 서는 흔하지 않다.)
- StakeOut 산탄총
- 올림피아 2연발식 산탄총 (전작 '콜 오브 듀티: 월드 앳 워'에서 나온 독일군의 2연발식 산탄총과 전혀 다르지 않으며 좀비 모드에서도 등장한다.)
- KAC 마스터키 소총 밑에 부착용 산탄총 (M16과 갈릴 소총 등 등에 달 수 있으며 M870 레밍턴을 총구 밑에 달 수 있게 만든 것이다.)
- KS-23 산탄총

## 문제점
블랙옵스는 그래픽카드의 과도한 부하를 발생시켜 게임 중간에 멈춰버리는 문제점이 발견 되었으며 블랙옵스 책임자가 문제점들에 대한 분석에 들어갔다는 발표를 한 사실이 있다.

## 숨겨진 기능
콜 오브 듀티: 블랙 옵스에는 숨겨진 기능이 존재하는데 메인 메뉴에서 특정한 조작을 하면 앉아묶여서 심문을 받던 메이슨이 자리에서 일어선다. 윈도우판인 경우 스페이스 바를 누르고 있으면 자리에서 일어서게 되는데 그 방을 돌아다닐 수 있게 된다. 단, 나갈 수는 없으며 스토리의 진행에도 영향을 주지 않는다. 이때 다시 해당 조작을 하면 자리에 앉는다.
자리에서 일어선 상태에서 뒤쪽을 보면 컴퓨터 한 대가 있는데 그 컴퓨터 앞에서 키를 누르면 명령어를 입력할 수 있다. 명령어의 일부는 도스와 동일하며 또한 일부 음향효과 재생 및 등장인물들의 메시지를 볼 수 있으며, 숨겨진 게임으로 텍스트 어드벤쳐 게임이나 데드 옵스 아케이드를 플레이할 수 있다. 그리고 3arc unlock을 치면 맵이 풀리고 3arc intel을 치면 인텔이 모두 풀린다.
ex) 우즈의 생사 여부 확인 메일: "우즈는 현재 살아있습니다. 당신의 미국 친구들과 함께 하노이 힐턴에서 당신을 기다리고 있습니다. 메이슨 씨도 알아야 할 것 같아서 이렇게 소식을 전합니다. 수신자-X"

### 데드 옵스 아케이드
데드 옵스 아케이드(Dead Ops Arcade)는 콜 오브 듀티: 블랙 옵스에 내장된 슈팅 게임이다.

## 맥 버전
2012년 9월에서야 발매된 Mac 버전은 다른 플랫폼을 지원하는 버전들과 달리 Aspyr Media에서 제공하고 있다. 가격은 $49.99이다. Mac App Store와 Steam 및 기타 경로를 통에서 구입 및 설치가 가능한데, 물리적인 미디어로는 제작 및 판매되지 않는다. 어느 경로를 통해 구입하더라도 게임 내용은 같으나 플랫폼 차원에서 부가되는 기능 면에서는 차이가 있는데, 특히 Mac App Store 판의 경우에는 Mac OS X 마운틴라이언의 Game Center를 지원한다. 발매일 기준으로, 지원되는 DLC 팩은 Rezurrection이 유일하며, Mac App Store 판의 경우에는 IAP(In App Purchase) 형태로 구입 및 설치된다. 가격은 $14.99이다.
일반적으로 Steam에서 판매되는 게임의 경우 Window와 Mac과 같이 다중 플랫폼 지원 게임일 경우 하나의 게임을 구매함으로써 양 쪽 플랫폼 모두에서 게임 설치 및 플레이가 가능하나, Mac버전의 블랙 옵스는 오직 Mac에서만 설치 및 플레이가 가능 하다. 즉 Mac과 Window 모두에서 블랙옵스를 실행하기 위해서는 한 계정에 같은 게임을 다른 플랫폼 버전으로 두 번 구입해야 한다.

## 평가
| 평가 |                                                                  |
| --- | ---------------------------------------------------------------- |
| 통합 점수 통합사 점수 메타크리틱 (NDS) 74/100 [ 1 ] (PC) 81/100 [ 2 ] (PS3) 88/100 [ 3 ] (Wii) 80/100 [ 4 ] (X360) 87/100 [ 5 ] 평론 점수 평론사 점수 1UP.com A- [ 6 ] 디스트럭토이드 6/10 [ 7 ] 에지 7/10 [ 8 ] 유로게이머 8/10 [ 9 ] 패미츠 39/40 [ 10 ] 게임 인포머 9/10 [ 11 ] 게임프로 [ 12 ] 게임스팟 9/10 [ 13 ] 게임스파이 [ 14 ] 게임스레이더+ 9/10 [ 15 ] 게임트레일러스 9.3/10 [ 16 ] 자이언트 밤 [ 17 ] IGN 8.5/10 [ 18 ] [ 19 ] [ 20 ] (Wii) 7.5/10 [ 21 ] OXM (UK) 9/10 [ 22 ] OXM (US) 9.5/10 [ 23 ] PC 게이머 (UK) 64/100 [ 24 ] VideoGamer.com 6/10 [ 25 ] 엑스플레이 [ 26 ] The Escapist [ 27 ] The Daily Telegraph 10/10 [ 28 ] The Guardian [ 29 ] |                                                                  |
| 통합 점수 |                                                                  |
| 통합사 | 점수                                                             |
| 메타크리틱 | (NDS) 74/100 (PC) 81/100 (PS3) 88/100 (Wii) 80/100 (X360) 87/100 |
| 평론 점수 |                                                                  |
| 평론사 | 점수                                                             |
| 1UP.com | A-                                                               |
| 디스트럭토이드 | 6/10                                                             |
| 에지 | 7/10                                                             |
| 유로게이머 | 8/10                                                             |
| 패미츠 | 39/40                                                            |
| 게임 인포머 | 9/10                                                             |
| 게임프로 | [ 12 ]                                                           |
| 게임스팟 | 9/10                                                             |
| 게임스파이 | [ 14 ]                                                           |
| 게임스레이더+ | 9/10                                                             |
| 게임트레일러스 | 9.3/10                                                           |
| 자이언트 밤 | [ 17 ]                                                           |
| IGN | 8.5/10 (Wii) 7.5/10                                              |
| OXM (UK) | 9/10                                                             |
| OXM (US) | 9.5/10                                                           |
| PC 게이머 (UK) | 64/100                                                           |
| VideoGamer.com | 6/10                                                             |
| 엑스플레이 | [ 26 ]                                                           |
| The Escapist | [ 27 ]                                                           |
| The Daily Telegraph | 10/10                                                            |
| The Guardian | [ 29 ]                                                           |